# Cantonul Illiers-Combray
Cantonul Illiers-Combray este un canton din arondismentul Chartres, departamentul Eure-et-Loir, regiunea Centru, Franța.

## Comune
| Comune                     | Populație (1999) | Cod poștal | Cod INSEE |
| -------------------------- | ---------------- | ---------- | --------- |
| Bailleau-le-Pin            | 1.456            | 28120      | 28021     |
| Blandainville              | 197              | 28120      | 28041     |
| La Bourdinière-Saint-Loup  | 482              | 28360      | 28048     |
| Cernay                     | 71               | 28120      | 28067     |
| Charonville                | 237              | 28120      | 28081     |
| Les Châtelliers-Notre-Dame | 117              | 28120      | 28091     |
| Chauffours                 | 265              | 28120      | 28095     |
| Épeautrolles               | 147              | 28120      | 28139     |
| Ermenonville-la-Grande     | 300              | 28120      | 28141     |
| Ermenonville-la-Petite     | 159              | 28120      | 28142     |
| Illiers-Combray            | 3.226            | 28120      | 28196     |
| Luplanté                   | 317              | 28360      | 28222     |
| Magny                      | 517              | 28120      | 28225     |
| Marchéville                | 426              | 28120      | 28234     |
| Méréglise                  | 70               | 28120      | 28242     |
| Meslay-le-Grenet           | 335              | 28120      | 28245     |
| Nogent-sur-Eure            | 441              | 28120      | 28281     |
| Ollé                       | 550              | 28120      | 28286     |
| Saint-Éman                 | 143              | 28120      | 28336     |
| Sandarville                | 342              | 28120      | 28365     |